# Psaliodes completa
Psaliodes completa là một loài bướm đêm trong họ Geometridae.